# 福德 (私年號)
福德是日本室町時代東日本以關東地方為中心曾經使用過的私年號。據久保常晴的考証，以1490年為元年的史料較為多數，其他如以1489年、1491年、1492年為元年的史料亦有出現。

## 西元干支對照表
| 福德   | 元年    | 二年    |
| ------ | ------- | ------- |
| 公元   | 1490年  | 1491年  |
| 干支   | 庚戌    | 辛亥    |
| 公年號 | 延德2年 | 延德3年 |

## 同期存在的其他政權年號
- 中國
  - 弘治（1488年－1505年）：明朝—明孝宗朱祐樘之年號
- 越南
  - 洪德（1470年－1498年）：後黎朝—黎聖宗黎思誠之年號
- 日本
  - 延德（1489年－1492年）：後土御門天皇之年號